# Capanna Prodör
La capanna Prodör è un rifugio alpino situato a Prodör, nei dintorni di Carì, nel comune di Faido, Frazione Calpiogna, nelle Alpi Lepontine, a 1.750 m s.l.m.

## Storia
La prima capanna fu edificata nel 1931 essa era ubicata immediatamente a ridosso dell'antico nucleo di cascine del monte Prodör, circa 500 metri più in basso rispetto all'edificio attuale. Nel biennio 1967-1968 un nuovo edificio venne edificato in posizione più elevata in muratura e legno. Nel 2008 si è effettuata una completa ristrutturazione dello stesso apportando importanti migliorie.

## Caratteristiche e informazioni
La capanna è disposta su tre piani, con due refettori per complessivi 50 posti. Due piani di cottura sia a legna che elettriche, complete di utensili di cucina. Riscaldamento a legna e elettrico, acqua corrente in capanna, docce e servizi. 42 Posti letto suddivisi in 4 stanze, 2 da 4 posti letto e 2 da 12 posti e una mansarda con 10 posti.

## Accessi
Dalla stazione turistica di Carì raggiungibile in facile percorso di circa 15 minuti.

## Escursioni
- Laghetti di Chièra[1], in circa 3 ore

## Traversate
- Capanna Gana Rossa 2,30 ore.